# Норберт Зонго
Норберт Зонго (англ. Norbert Zongo; 1949, Кудугу, Верхня Вольта — 13 грудня 1998, Сапуї, Буркіна-Фасо)  — журналіст  і письменник із західноафриканської держави Буркіна-Фасо.

## Біографія
Норберт Зонго відвідував журналістські школи у Того та Камеруні. 
Він  працював в урядовій  газеті «Sidwaya»  та приватних газетах. 
1993 року Зонго заснував щотижневу газету L'Indépendant, редактором якої   був до самої смерті. Також він  був президентом асоціації приватних видавців газет. 
Його вбили у віці  49  років під час розслідування убивства Девіда Уедраого. Зонго та три його супутники були знайдені розстріляними у його згорілому автомобілі. Девід Уедраого був шофером Франсуа Компапоре, брата президента Блеза Компаре. 
Незалежна слідча комісія підтвердила,  що Зонго був убитий в результаті  розслідування.  Пізніше було скасовано звинувачення проти Франсуа Компаре за участь у справі "Уедраого". Марсель Кафандо, Едмонд Коама та Оссені Яро, троє членів президентської гвардії, були засуджені за вбивство. 

### Слідство
У липні 2006 року позов проти єдиного обвинуваченого Марселя Кафандо був скасований, тому  що свідок Расін Ямеого відкликав свої показання. Рішення 16 серпня 2006 року було   підтверджено апеляційним судом. Недержавні організації, такі як Репортери без кордонів звинувачують судові органи у викраденні справи для захисту брата президента. 
Івурійський реггі-музикант Альфа Блонді присвятив пісню Zongo: Журналіст і небезпека. Так само і реп-дует Буркінабе-Івуарський FASO KOMBAT приурочив  пісню Зонго. 

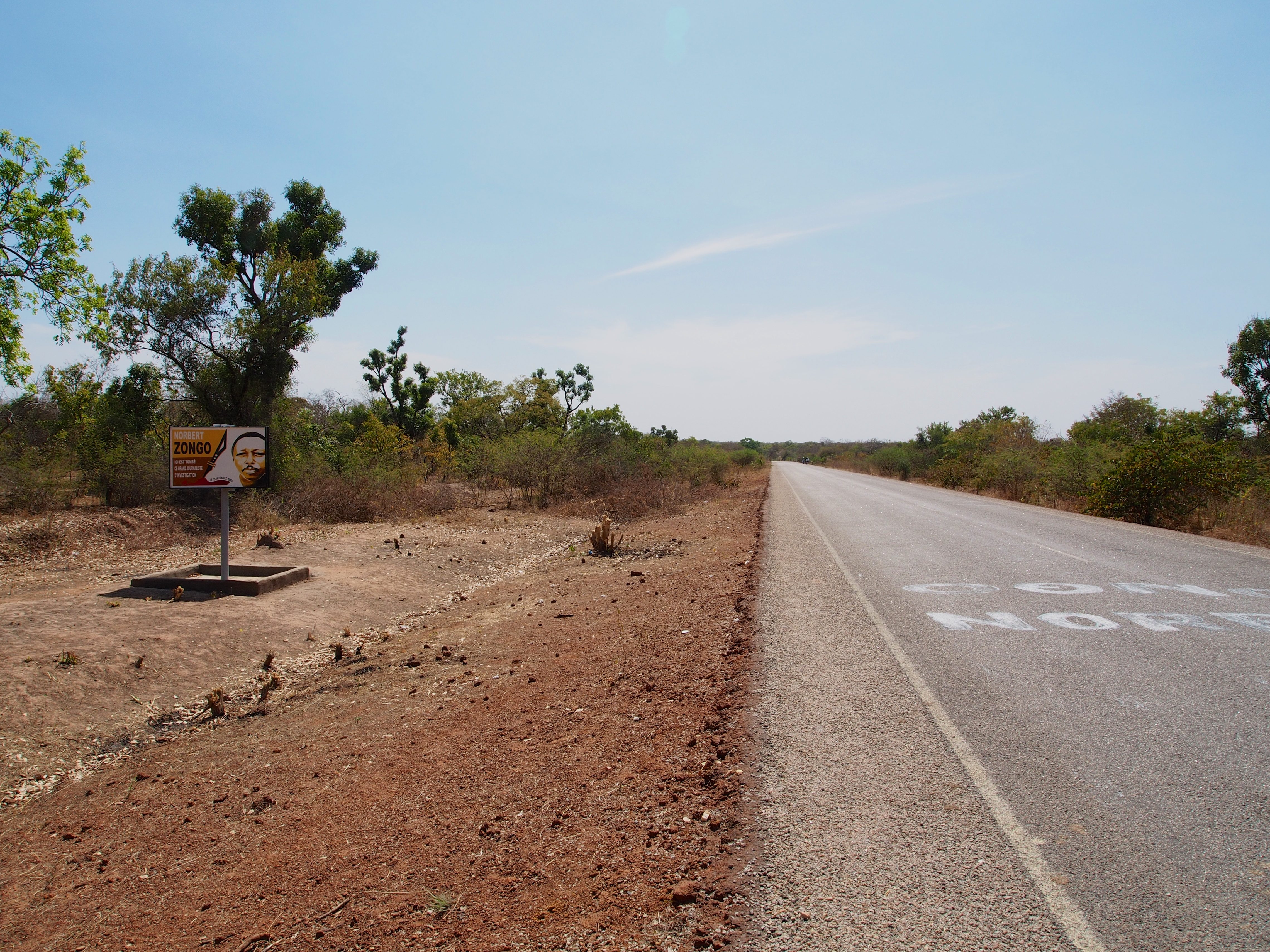
Національна дорога N6

Меморіальна дошка встановлена у 2012 році на місці його вбивства, на національній дорозі N6 в Сапуї.

## Твори
- Le Parachutage, L'Harmattan, Париж, 1988 р. [4]
- Rougebêinga, 1990, ISBN 9781125244531